# Physematium manchuriensis
Physematium manchuriensis — вид родини вудсієвих (Woodsiaceae), що зростає у східній Азії.

## Біоморфологічний опис
Рослина (8)15–20 см. Кореневище коротке, прямовисне; луска коричнева, блискуча, яйцювато-ланцетна або ланцетна, ціла. Листки кластеризовані; стеблина листка коричнювата, 2–2.5 см, менше 1 мм у діаметрі, ламка, розсіяно коротко залозисто волосиста, з невеликою кількістю лусок у нижній частині; пластинка 1-перисто-перисто-розділена, ланцетна, 12–18 × 1.5–4 см, трав'яниста, розсіяно залозисто волосиста, основа послаблена, вершина загострена; пера (12)16–20 пар, скісні, майже сидячі, середні — найбільші, яйцювато-ланцетні, 1–1.5 × до 1 см, вершина тупа; кінцеві сегменти довгасті, хвилясті або зубчасті. Соруси складаються з 6–8 спорангій. n = 66. 

## Середовище проживання
Зростає у східній Азії: сх. Китай, Далекий Схід Росії, Японія, Північна Корея, Південна Корея.